# 克雷格·M·怀特
克雷格·M·怀特（英語：Craig Milton Wright，1944年—）是一位美国音乐学家，耶鲁大学教授，毕业于罗徹斯特大学伊士曼音乐学院和哈佛大学，在耶鲁大学开放课程中有开设23节课的《聆听音乐》（Listening to Music）。